# إرنست أشورث
إرنست أشورث (بالإنجليزية: Ernest Ashworth)‏ (ولد 15 ديسمبر 1928 - توفي 2 مارس 2009) هو مغني كانتري ومذيع أمريكي، وأحد نجوم برنامج غراند أول أوبري. قام بالتوقيع مع علامة هيكوري، وسجل ألبومين تسجيليين في مسيرته، سجل عددا من الأغاني الناجحة، وأشهرها كانت أغنية "Talk Back Trembling Lips" التي وصلت المركز الأول على قائمة بيلبورد لأغاني الكانتري، وسبع أغاني أخرى في المراكز العشر الأوائل على القائمة.

## السيرة
ولد إرنست بيرت آشورث في مدينة هنتسفيل في ألاباما في 15 ديسمبر 1928، وبدأ مسيرته الفنية في الغناء على إذاعة WBHP-AM في هانتسفيل. انتقل إلى ناشفيل في عام 1949، حيث عمل لعدة محطات إذاعية ووقع مع ويزلي روز ككاتب أغاني لصالح شركة أكوف روز ميوزيك. ومن بين الفنانين الذين سجلوا أغانيه في تلك الفترة، ليتل جيمي ديكنز، كارل سميث، جوني هورتون، وبول عنقا.
لكن النجاح استعصى عليه كفنان تسجيلي، وعاد إلى هنتسفيل في عام 1957 وبدأ العمل في ترسنة ريدستون أرسنال الخاصة بالجيش الأمريكي، وعمل على الصواريخ الموجهة. بعد ثلاث سنوات، رتب له روز عقد تسجيل مع ديكا ريكوردز. أول أغنية منفردة له "Each Moment (Spent With You)"، والتي وصلت للمركز الرابع علة ى قائمة بيلبورد، ثم "You Can't Pick a Rose in December" التي وصلت للمركز الثامن، وكلاهما في عام 1960. وصل أغنيته "Forever Gone" إلى المركز 15.
في عام 1962، انتقل آشورث إلى شركة هيكوري ريكوردز المملوكة لشركة أكوف روز، وحقق النجاح بأغنية "Everybody But Me" وأغنية "I Take the Chance". على أن إصداره الثالث على العلامة أصبح أهم نجاحاته. وصلت "Talk Back Trembling Lips" للمركز الأول على قائمة بيلبورد لأغاني الكانتري، وصلت للمركز 101 على قائمة البوب.
حصل على جائزة «أفضل فنان واعد» من قبل مجلات كاشبوكس وبيلبورد وريكورد ورلد في عامي 1963 و 1964، وقد تمت دعوته للانضمام إلى فريق غراند أول أوبري في عام 1964. سجل عدة أغاني وصلت إلى مراتب متقدمة على القائمة، مثل "The DJ Cried"، و "I Love to Dance with Annie"، لكنه لم ينل نفس نجاح أغنيته السابقة.
امتلك أشورث أيضا محطة إذاعية في فلوماتون، ألاباما، وكذلك أخرى في أردمور، تينيسي. في عام 1992، تم إدخال آشورث في قاعة مشاهير موسيقى ألاباما. نال أشورث شهرة في أوروبا.
ظل أشوورث نشطًا في مجال الغناء حتى وفاته في عام 2009، حيث ظهر في غراند أول أوبري وكان يدير محطاته الإذاعية.
توفي إرني أشوورث في 2 مارس 2009 في ناشفيل عن عمر يناهز 80 عامًا. وقد خضع لعملية جراحية قبل وفاته.

## ديسكوغرافيا

### ألبومات
| السنة | الألبوم                                 | ألبومات الكانتري (أمريكا) | العلامة |
| ----- | --------------------------------------- | ------------------------- | ------- |
| 1964  | Hits of Today and Tomorrow              | 18                        | Hickory |
| 1969  | The Best of Ernie Ashworth              | —                         | Hickory |
| 1976  | Ernest Ashworth Sings His Greatest Hits | —                         | Starday |

### الأغاني
| السنة | الأعنية                                       | أفضل موقع               |
| السنة | الأعنية                                       | أغاني الكانتري (أمريكا) |
| ----- | --------------------------------------------- | ----------------------- |
| 1960  | "Each Moment (Spent With You)"                | 4                       |
| 1960  | "You Can't Pick a Rose in December"           | 8                       |
| 1961  | "Forever Gone"                                | 15                      |
| 1962  | "Everybody But Me"                            | 3                       |
| 1962  | "I Take the Chance"                           | 7                       |
| 1963  | "Talk Back Trembling Lips"                    | 1                       |
| 1964  | "A Week in the Country"                       | 10                      |
| 1964  | "I Love to Dance with Annie"                  | 4                       |
| 1964  | "Pushed in a Corner"                          | 11                      |
| 1965  | "Because I Cared"                             | 18                      |
| 1965  | "The DJ Cried"                                | 8                       |
| 1966  | "I Wish"                                      | 28                      |
| 1966  | "At Ease Heart"                               | 13                      |
| 1966  | "Sad Face"                                    | 31                      |
| 1967  | "Just an Empty Place"                         | 63                      |
| 1967  | "My Love for You (Is Like a Mountain Range)"  | 48                      |
| 1967  | "Tender and True"                             | 48                      |
| 1968  | "A New Heart"                                 | 39                      |
| 1969  | "Where Do You Go (When You Don't Go with Me)" | 69                      |
| 1969  | "Love, I Finally Found It"                    | 72                      |
| 1970  | "That Look of Good-Bye"                       | 72                      |

## وصلات خارجية
- الموقع الرسمي
- إرنست أشورث على موقع IMDb (الإنجليزية)
- إرنست أشورث على موقع ميوزك برينز (الإنجليزية)
- إرنست أشورث على موقع أول ميوزيك (الإنجليزية)
- إرنست أشورث على موقع ديسكوغز (الإنجليزية)
- إرنست أشورث على موقع قاعدة بيانات الفيلم (الإنجليزية)